# 北市场街道 (沈阳市)
北市场街道，是中华人民共和国辽宁省沈阳市和平区下辖的一个乡镇级行政单位。范围东起青年大街及北三经街，南至市府大路，西北被沈大铁路包围至铁路线与皇姑区交界，即曾经的奉天商埠地北正界。南京北街以西曾经为原西塔街道范围，2019年12月并入。

## 行政区划
北市场街道下辖以下地区：
市府路社区、皇寺路社区、总站路社区、北市社区、大庆路社区、安图社区、方迪社区、图们社区和纺织社区。